# Bob Seger
 (avril 2018).
Si vous disposez d'ouvrages ou d'articles de référence ou si vous connaissez des sites web de qualité traitant du thème abordé ici, merci de compléter l'article en donnant les références utiles à sa vérifiabilité et en les liant à la section « Notes et références ».
Pour les articles homonymes, voir Seger.
Bob Seger est un compositeur chanteur, guitariste et organiste rock américain, né le 6 mai 1945 à Dearborn (Michigan) aux États-Unis.
Chanteur à la voix puissante, Seger a écrit ou interprété de nombreux succès dont Night Moves, Old Time Rock & Roll, Still the same, Turn the Page, We've Got Tonight  et Against the Wind.  Il connaît sa meilleure période entre les années 1975 et 1987, alors qu'il est membre/leader du Silver Bullet Band.
Le 12 septembre 2006 est sorti son nouvel album Face The Promise, un disque attendu depuis 11 ans.

## Biographie
Robert Clark "Bob" Seger est né le 6 mai 1945 au Henry Ford Hospital de Detroit, Michigan. Il a grandi à Dearborn, dans la banlieue de Detroit, jusqu'à l'âge de 6 ans, au moment où sa famille déménagea à Ann Arbor, Michigan.
Bob Seger a commencé sa carrière musicale dans les années soixante à Ann Arbor, et ensuite aux alentours de Detroit, en tant que chanteur. Dès 1964 il se fait remarquer par une voix puissante et éraillée. Il signe dès 1966 avec le label Cameo-Parkway Records et publie quelques simples dont Persecution Smith, The lonely one, East side story. Il devient le leader de Bob Seger and the Last Heard, puis du Bob Seger System. Ces premiers albums passeront plutôt inaperçus.
En 1974 il forme le Silver Bullet Band, le groupe avec qui il connaîtra enfin le succès. Ses chansons alternent ballade, commentaire social ou rock endiablé comme Get Out of Denver. Après l'époustouflant Live Bullet en 1976 qui lui assurera la reconnaissance internationale, Bob Seger entre à nouveau en studio pour enregistrer son meilleur album Night Moves. Ce titre, inspiré par le Born to run de Bruce Springsteen sera classé no 4 dans les hits américains au printemps 1977. Les albums Live Bullet en 1976, fruit d'une gigantesque tournée, puis Night Moves, sorti la même année et qui contient plusieurs hits (Mainstreet, la chanson titre) l'installeront définitivement comme un des plus fameux auteurs-compositeurs américains.
L'album suivant, intitulé Stranger in town, est lancé en 1978. Il rencontre également le succès et contient deux des chansons les plus célèbres du chanteur, la ballade Still the same et la très rythmée Old Time Rock and Roll.
Au cours des années 1980, Bob Seger connaîtra un succès continu avec des chansons comme Hollywood Nights, We've Got Tonight, Fire Lake et Against the Wind. Il compose et interprète également trois chansons pour le cinéma : Understanding pour le film Ras les profs d'Arthur Hiller, Living Inside My Heart pour À propos d'hier soir d'Edward Zwick et Shakedown pour Le Flic de Beverly Hills 2 de Tony Scott. Cette dernière chanson, dont l'orchestration s'éloigne du style traditionnel de Seger, est en nomination aux Oscars en 1988.
Ses titres les plus connus sont Old Time Rock & Roll (qui apparaît dans la bande-son du film Risky Business, sur laquelle Niles, le maître d’hôtel dansera dans l'épisode 11 de la saison 1 d'Une nounou d'enfer, dans la série Alf, dans la série Notre Belle Famille [dans l'épisode 23, saison 2]) avec Like a Rock,  mais aussi dans la série Orzark, deuxième épisode, où pour souligner l'arrivée à la campagne Laura Linney entend Still the Same à la radio et demande "Isn't it Bob Seger". Bob Seger a également coécrit une chanson pour les Eagles : le titre Heartache Tonight (qui fut classé numéro 1 aux États-Unis), sur leur album de 1979 The Long Run.

## Reprises
Johnny Hallyday chante Bob Seger à plusieurs reprises : Old Time Rock and Roll (Le Bon Temps du rock and roll, 1979) / Feel like a Number (Perdu dans le nombre, 1980) / Brave Strangers (Deux étrangers, 1981) / Still the Same (Toujours le même, 1981) / Betty Lou's Getting Out Tonight (Mon p'tit loup (ça va faire mal), 1984) / Like a Rock (Comme un roc, 1996).
En 1998, Metallica interprète Turn the Page dans son album de reprises Garage Inc.
En 1975, Thin Lizzy reprend Rosalie dans son album Fighting.

## Discographie

### The Bob Seger System
- 1968 : Ramblin' Gamblin' Man
- 1969 : Noah
- 1970 : Mongrel

### Solo
- 1971 : Brand New Morning
- 1972 : Smokin' O.P.'s
- 1973 : Back in '72
- 1974 : Seven
- 1975 : Beautiful Loser
- 2006 : Face the Promise
- 2014 : Ride Out (sortie le 14 octobre 2014)
- 2017 : I Knew You When

### Bob Seger and the Silver Bullet Band
- 1976 : Live Bullet
- 1977 : Night Moves
- 1978 : Stranger In Town
- 1980 : Against The Wind
- 1981 : Nine Tonight  (live)
- 1982 : The Distance
- 1986 : Like a Rock
- 1991 : The Fire Inside
- 1995 : It's A Mystery

### Principales compilations
- 1994 : Greatest Hits
- 2005 : Greatest hits vol.2
- 2009 : Early Seger vol.1
- 2011 : Ultimate hits - Rock and Roll never forgets